# Spilosoma feminina
Spilosoma feminina là một loài bướm đêm thuộc phân họ Arctiinae, họ Erebidae.